# Stausee-Rundfahrt Klingnau
Die Stausee-Rundfahrt Klingnau war ein Schweizer Straßenradrennen, das von 1949 bis 2005 im Kanton Aargau ausgetragen wurde.
Die letzte Austragung des Eintagesrennens war im Jahr 2005 als Teil der neu eingeführten UCI Europe Tour mit der Klassifikation 1.1. Rekordhalter mit vier Siegen ist der Schweizer Gilbert Glaus.

## Palmarès
| - 2005 Danilo Napolitano - 2004 Andris Naudužs - 2003 Uroš Murn - 2002 Massimo Strazzer - 2001 Andris Naudužs - 2000 Martin Elmiger - 1999 Torsten Nitsche - 1998 Markus Zberg - 1997 Niki Aebersold - 1996 Andreas Lebsanft - 1995 Philipp Buschor - 1994 Armin Meier - 1993 Roland Meier - 1992 Gilbert Glaus - 1991 Simone Pedrazzini - 1990 Roland Baltisser - 1989 Gilbert Glaus - 1988 Rolf Järmann - 1987 Kurt Steinmann | - 1986 Thomas Wegmüller - 1985 Remo Gugole - 1984 Benno Wiss - 1983 Benno Wiss - 1982 Erich Mächler - 1981 Gilbert Glaus - 1980 Marcel Summermatter - 1979 Gilbert Glaus - 1978 Gerrit Möhlmann - 1977 Fritz Jost - 1976 Urs Berger - 1975 Roland Salm - 1974 Pietro Ugolini - 1973 Yvan Ronsse - 1972 René Savary - 1971 John Hugentobler - 1970 Pietro Poloni - 1969 Roberto Puttini - 1968 René Rutschmann | - 1967 Herbert Mayer - 1966 Leone Scurio - 1965 Hans Stadelmann - 1964 Auguste Girard - 1963 Werner Weber - 1962 Gilbert Villars - 1961 Werner Bernet - 1960 Walter Signer - 1959 nicht ausgetragen - 1958 Erwin Jaisli - 1957 Hans Schleuniger - 1956 Roman Brunner - 1955 Harry Müller - 1954 nicht ausgetragen - 1953 Remo Pianezzi - 1952 Carlo Lafranchi - 1951 Fritz Zbinden - 1950 Franz Lustenberger - 1949 Fritz Zbinden |